# Café Zapata

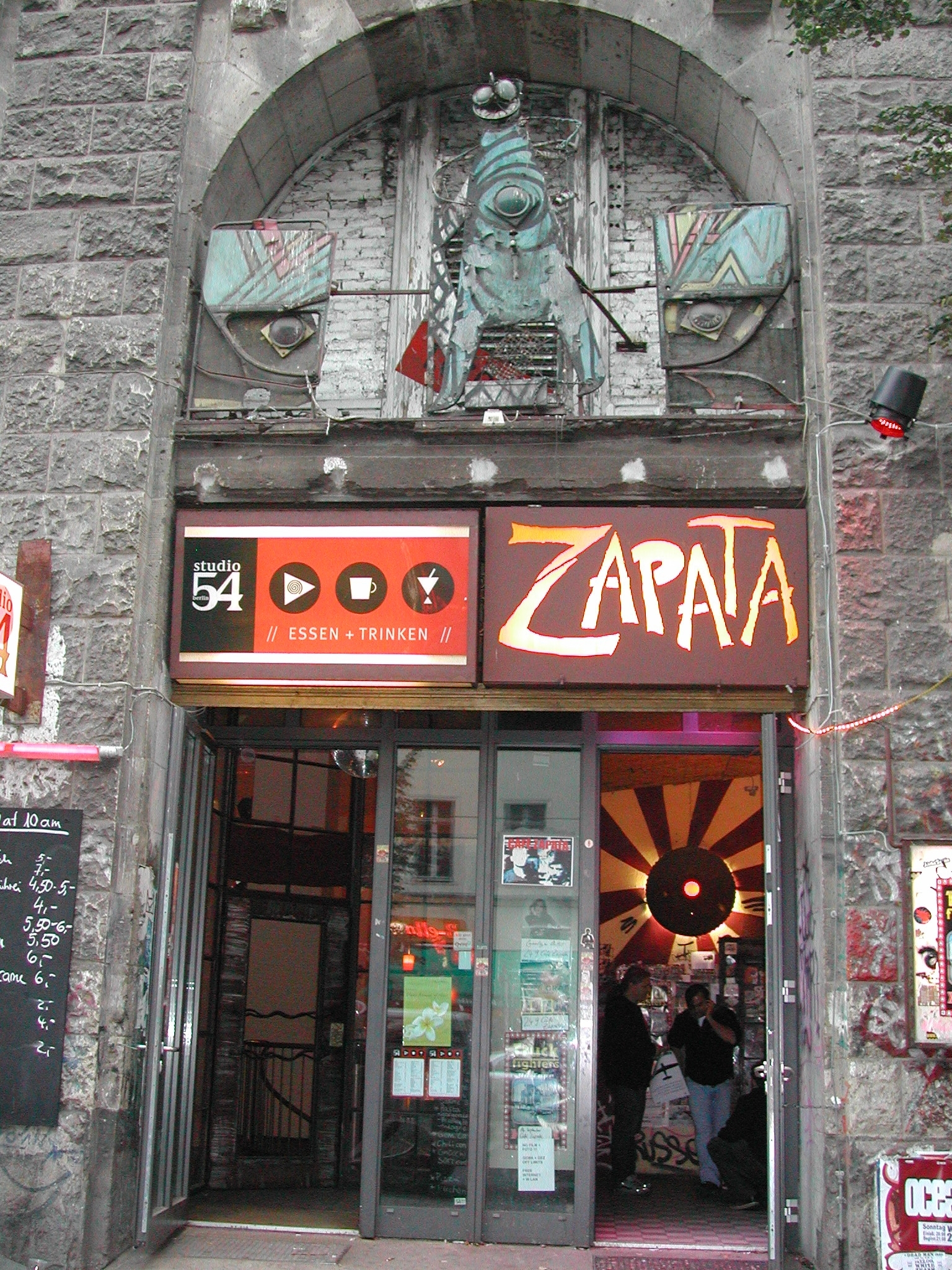
Café Zapata, 2008

Das Café Zapata existierte von 1990 bis 2011 im Kunsthaus Tacheles im Berliner Ortsteil Mitte des gleichnamigen Bezirks. Als Underground-Club, Künstler-Bar und mit großem Skulpturenpark im Hinterhof des Gebäudes prägte es die Berliner Nachwende-Szene mit. Als zunächst spontan betriebene Gastronomie und Kulturstätte in der besetzten Kaufhausruine, die ab 1998 einen Mietvertrag erhielt und 2011 geräumt wurde, steht das Zapata exemplarisch für diese Zeit und den Wandel der Stadt.

## Geschichte
Des Kunsthaus Tacheles entstand ab 1990 in einer besetzten Kaufhausruine. Insbesondere Künstler nutzten den letzten, noch nicht abgerissenen Gebäudeteil der ehemaligen Friedrichstraßenpassage an der Oranienburger Straße im damaligen Ost-Berlin für Ausstellungen, Ateliers und Werkstätten. Das Café Zapata wurde im Mai 1990 von Peter Poynton, einem australischen Studenten auf der Durchreise, zwischen Mauerfall und deutscher Wiedervereinigung im Erdgeschoss gegründet.
Nach einem Überfall von rechtsradikalen Hooligans auf das Café Zapata im Juni 1990 mit mehreren Verletzten erlebte es starke und auch internationale Solidarität von Künstlern, Musikern und Theatergruppen. Das Zapata und das Tacheles wurden verstärkt wahrgenommen und etablierten sich als alternativer Kunst- und Kulturort bis in die 2010er Jahre.
„Das Tacheles ist die letzte Künstler-Festung in der aufgemotzten Mitte Berlins. In der von Nutten, Bullen und Touristen gespickten Oranienburgerstraße kehrt man gerne ein, ins Zapata im Tacheles, wo sieben Tage in der Woche außergewöhnliches Programm geboten wird. […] Bis heute seit 20 Jahren spuckt der Riesendrache echtes Feuer über die Köpfe der Gäste, der an der langen schwarzen Bar über Trinker und Ausschenker wacht. Rammstein hat hier am Anfang seiner Karriere nicht nur einmal gespielt“, schrieb zum Beispiel der Clubguide.
1992 musste das Café Zapata, nun unter der Leitung des Künstlers Ludwig Eben, unter Druck der Behörden konzessioniert werden. Der professionelle Veranstaltungs- und Gastronomiebetrieb entwickelte sich zu einem wichtigen finanziellen Standbein für das Tacheles insgesamt. Durch die vom Zapata generierten Einnahmen ergab sich zum Beispiel eine gewisse Verhandlungsfreiheit mit dem damaligen Investor der Immobilie, der Fundus-Gruppe. Der Verein des Kunsthauses Tacheles konnte einen zehnjährigen Vertrag zu einer Monatsmiete von einer Mark (umgerechnet rund 50 Eurocents) pro Quadratmeter ab 1. Januar 1998 abschließen. Begünstigt durch die Vertragssicherheit wurde das Café Zapata renoviert und ausgebaut.
Zu Ebens Projekten gehörte seit 1993 auch der Skulpturenpark auf der Freifläche hinter dem Tacheles-Gebäude. Mit Förderung des Berliner Senats wurden Altlasten wie Asbest und andere Giftstoffe aufwendig entsorgt. Der Schrott war aber auch Material für neue Skulpturen insbesondere aus Metall. Auch Betonblöcke oder auch ein Pfosten vom ehemaligen Todesstreifen wurden als Kunstmaterial wiederverwendet.
Letztendlich konnte sich das Café Zapata nicht dem Jahre andauerndem Verwertungsdruck der Immobilie durch internationale Investoren, Banken und etlichen Räumungsversuchen entziehen. Hinzu kamen interne Streitigkeiten zwischen zwei maßgeblichen Parteien innerhalb des Tacheles. 2003 scheiterte der Tacheles e. V. mit einem Räumungsbeschluss gegen das Zapata; Eben warf dem Verein seinerseits Vertragsbruch vor.
Am 5. April 2011 schloss das Café Zapata „mit seinem feuerspeienden Tresendrachen“. Seit seiner Eröffnung traten dort rund 2000 Bands auf. Es gab u. a. Konzerte von Test Department, Götz Widmann, Samavayo und The Soundtrack of Our Lives. Dazu kamen Elektro-DJs, Techno-Partys und Label Nights. Es gab um die 250 Ausstellungen, zahlreiche Lesungen, beispielsweise mit Howard Marks, und Kunstaktionen.